# リカルド・ジョルジェ・オリヴェイラ・ヴァレンテ
リカルド・ジョルジェ・オリヴェイラ・ヴァレンテ（ポルトガル語: Ricardo Jorge Oliveira Valente、1991年4月3日 - ）は、ポルトガルのサッカー選手。ポジションはMF。

## クラブ歴
SCエスモリスで選手となり、下位リーグのクラブを渡り歩いた。2013年にリーガプロのCDフェイレンセに加入、同年7月27日にタッサ・ダ・リーガでプロ初出場。11月23日にプロリーグ初得点。
2014年にレイションイスSCに移籍。翌年はヴィトーリア・ギマリャンイスに移籍。プリメイラ・リーガ初出場は2015年1月10日となった。翌節にはプリメイラ・リーガ初得点を記録した。2016年8月31日に1シーズンの期限付き移籍でFCパソス・デ・フェレイラに加入。
2017年7月12日に2年契約でCSマリティモに完全移籍した。